# Killing Peace
Killing Peace è il quarto album in studio del gruppo musicale britannico Onslaught, pubblicato nel 2007.

## Tracce
1. Burn – 4:51
2. Killing Peace – 3:37
3. Destroyer of Worlds – 5:55
4. Pain – 4:08
5. Prayer for the Dead – 5:39
6. Tested to Destruction – 4:44
7. Twisted Jesus – 6:16
8. Planting Seeds of Hate – 5:00
9. Shock 'n' Awe – 3:57

## Formazione
- Sy Keeler – voce
- Nige Rockett – chitarra
- Alan Jordan – chitarra
- James Hinder – basso
- Steve Grice – batteria